# مشاركة إلكترونية
المشاركة الإلكترونية هي المصطلح المقبول بصفة عامة للإشارة إلى «المشاركة المدعومة من خلال تقنيات المعلومات والاتصالات (ICT) في العمليات التي تشتمل على الحكومات والإدارة». ويمكن أن تتعلق العمليات بالإدارة وتسليم الخدمات واتخاذ القرارات ووضع السياسات. وبالتالي، فإن المشاركة الإلكترونية ترتبط بشدة بالمشاركة بالحكومة الإلكترونية والإدارة الإلكترونية. وقد ظهرت الحاجة إلى وجود هذا المصطلح مع انخفاض مستوى الاهتمام بامتيازات وقيم المواطنين في الغالب أثناء تطوير الحكومة الإلكترونية عن تلك المرتبطة بموفري الخدمات، ووضوح الحاجة إلى تمييز أدوار المواطن والعميل.
وهناك تعريف أكثر تفصيلاً يرى المشاركة الإلكترونية على أنها «استخدام تقنيات المعلومات والاتصالات لتوسيع نطاق المشاركة السياسية وتعميقها من خلال منح الفرصة للمواطنين للتواصل مع بعضهم البعض ومع المندوبين المختارين منهم» (Macintosh 2004). ويضم هذا التعريف كل المساهمين في عمليات اتخاذ القرارات الديمقراطية وليس فقط مبادرات الحكومة من أعلى إلى أسفل المرتبطة بالمواطنين. وبالتالي، يمكن أن ننظر إلى المشاركة الإلكترونية على أنها جزء من الديمقراطية الإلكترونية، في حين أن الديمقراطية الإلكترونية تعني استخدام تقنيات المعلومات والاتصالات من قبل الحكومات، والتي تُستخدم بصفة عامة من قبل المسؤولين المنتخبين أو وسائل الإعلام أو الأحزاب السياسية أو مجموعات المصالح أو منظمات المجتمع المدني أو المنظمات الحكومية الدولية أو المواطنين/الناخبين في أي عمليات سياسية للدول/الأقاليم والأمم والمجتمعات المحلية والعالمية (Clift 2003).
وينجم تعقيد عمليات المشاركة الإلكترونية من العدد الكبير لمجالات المشاركة المختلفة والمساهمين المشاركين ومستويات المشاركة ومراحل وضع السياسات، والتي تميز الأبحاث والتطبيقات (Fraser 2006, p. chapter 2).

## معلومات تاريخية
لقد ظهر هذا المصطلح في بدايات القرن العشرين وهو يعتمد على ثلاثة تطورات بشكل عام.
1. التطوير العام الحادث في CSCW (الأعمال التعاونية المدعومة بالكمبيوتر) والبرمجيات التعاونية الموجهة للبيئات التعاونية من أجل دعم التفاعل البشري القائم على تقنيات المعلومات والاتصالات، سواء فيما يتعلق بالعمل أو الأمور الاجتماعية.
2. التطورات الحادثة في الديمقراطية الإلكترونية منذ أواخر الخمسينات من القرن العشرين، حيث تطور الاهتمام من التصويت الإلكتروني إلى العديد من أشكال التفاعل المدعوم والمعتمد على تقنيات المعلومات والاتصالات بين الحكومات والمواطنين، بما لا يشتمل فقط على الأشكال المباشرة، مثل الاستشارات والتأثير وتقديم الالتماسات والاقتراعات، ولكن يشتمل كذلك على الأشكال التي يتم السعي وراءها خارج نطاق الحكومة ذاتها، بما في ذلك الدعاية الانتخابية والحملات الانتخابية ومعلومات المجتمع. وإلى حد كبير، تحدد ظروف إطار العمل المؤسسية في النظام الديمقراطي النطاق المسموح به لمشاركة العمليات الديمقراطية (مثل الديمقراطية المباشرة أو التمثيلية أو أي شكل من الأشكال المتوسطة).[1]
3. التطوير الحادث في الحكومة الإلكترونية تجاه تسليم الخدمات المعقدة بشكل متزايد. تتطلب الخدمات المعقدة قدرًا كبيرًا من التفاعل بما في ذلك البحث وتحديد الخيارات اعتمادًا على معايير متعددة وحساب النتائج والإشعارات والاستفسارات والشكاوى والعديد من الأنشطة الأخرى. وهناك العديد من أدوات تقنيات المعلومات والاتصالات لمثل هذه المهام، تتراوح بين الأسئلة الشائعة لمراكز الاتصال، إلا أنه توجد حاجة لتنسيق كل تلك الأدوات في إطار مجموعة أدوات مفيدة للمستخدم ولكنها قوية للمواجهات بين العملاء والمنظمات. ونظرًا لتعقيد التفاعل في مثل تلك السياقات، ولأنه يجب تحقيق الأهداف، تصبح الساحات التي يتم فيها ساحات اجتماعية للمشاركة المدعومة من خلال تقنيات المعلومات والاتصالات.

## حول التعريف
يعني مصطلح المشاركة أن تتم المشاركة في الأنشطة المشتركة لأغراض الوصول إلى هدف عام. ويشتمل ذلك على المواقف البسيطة التي تكون للمشاركة فيها مغزى فني، وهو «القيام بالأشياء بشكل أفضل». على سبيل المثال، يحتاج فريق كرة القدم إلى 11 لاعبًا، في حين أن الرقص يحتاج إلى فردين أو أكثر، وكلهم يتصرفون بطريقة منسقة. إلا أن المشاركة، حتى في أبسط المواقف، تشتمل على وجه يرتبط بالهدف، وهو ما يعني تضمين اتخاذ القرارات والتحكم. وتشير المشاركة في العلوم الاجتماعية ونظرية الإدارة إلى المشاركة العامة المباشرة في القرارات السياسية أو الاقتصادية أو الإدارية. ولا ينفصل النوعان عن بعضهما بشكل تام، إلا أنهما مرتبطان ببعضهما من خلال درجة التعقيد والسياق. فعندما تصبح المشاركة معقدة، يصبح من الضروري اتخاذ القرارات. وبالتالي، ربما تكون أية عملية مشاركة ضرورية لنظام الحكم الذي يحكم الأنشطة. وفيما يتعلق بالنقطتين الثانية والثالثة أعلاه، هذا يعني أنه عندما تصبح عمليات الخدمة معقدة، لن يصبح تنفيذها بكل تفاصيلها معتمدًا على القرارات السياسية، ولكن كذلك على ما ينظر إليه على أنه عملي. ويتم اتخاذ مثل هذه القرارات في العديد من الأماكن بطريقة محددة. وعندما يتم تنفيذ مثل هذه الأفعال العملية في أنظمة الخدمة (الإلكترونية) للحكومة، فإنها تؤثر على اتخاذ القرارات، لأنه يكون من الصعب إجراء العديد من التغييرات فيما بعد وذلك لأن الإجراءات الحالية يتم تنفيذها ببساطة في أنظمة تقنيات المعلومات والاتصالات وإجراءات الوكالات الحكومية. وهناك العديد من النظريات التي تتعامل مع إضفاء الطابع المؤسسي، على سبيل المثال نظرية الهيكلة ونظرية المؤسسية ونظرية الممثل/الشبكة. وتتعامل كل هذه النظريات، بطرق مختلفة، مع كيفية قبول أو رفض «طرق تنفيذ الأشياء»، وكيف تؤثر الطرق المقبولة بشكل متزايد على الطرق التي نقوم من خلالها بتنفيذ الأشياء «بشكل طبيعي».

## نماذج وأدوات المشاركة الإلكترونية
لقد ظهرت مجموعة من الأدوات والنماذج كجزء من الجيل الثاني للخدمات القائمة على الإنترنت ويب 2.0، والتي يمكن استخدامها أو تكون ملهمة لتصميم معماري للمشاركة الإلكترونية. وبشكل خاص، «يقترح ظهور المجتمعات المتاحة عبر الإنترنت والموجهة تجاه إنشاء منتجات مفيدة أنه قد يكون من الممكن تصميم تقنيات وساطة اجتماعية تدعم التعاون بين الشعب والحكومة» (Kriplean et al. Zachry).
أدوات المشاركة
- الويكي
- الشبكات الاجتماعية المتاحة عبر الإنترنت
- المدونات

؛ الآليات
- التصويت الإلكتروني
- أنظمة التقييم
- التماسات الإنترنت
- أدوات الشفافية (آليات الشفافية الاجتماعية)

؛ التتبع والتحليل
- الآثار الرقمية
- استخراج البيانات
- تصوير البيانات
- المحاكاة مثل المحاكاة الاجتماعية المستندة إلى وكيل

## إجراءات المشاركة الإلكترونية الأوروبية

### الإجراءات التجهيزية للمشاركة الإلكترونية الأوروبية
المشاركة الإلكترونية تعني الإجراء التحضيري الذي يدوم على مدار ثلاث سنوات (2006–2008). يأخذ الاتحاد الأوروبي بزمام المبادرة فيما يتعلق باستخدام الأدوات المتاحة عبر الإنترنت من أجل تحسين العملية التشريعية لمواطنيه. ويتم تشغيل المشاركة الإلكترونية التي تم إطلاقها في الأول من يناير عام 2007 في شكل سلسلة من المشروعات المرتبطة ببعضها، والتي تساهم في تحقيق قدر أكبر من الوعي والمشاركة من خلال المواطنين في العملية التشريعية من خلال عمليات وضع المسودات المبدئية وحتى التنفيذ على المستويين الإقليمي والمحلي.
تركز المشروعات المفردة على ضمان أن تكون اللغة والعملية التشريعية أكثر شفافية ومفهومة ويمكن الوصول إليها من قبل المواطن. بالإضافة إلى ذلك، سيتم استخدام تركيز المشروعات على الاتصالات المتعلقة بالتشريعات من أجل تحسين وتنمية مشاركة المواطن ومساهمته في عملية وضع التشريع ثم تنفيذه بعد ذلك.
حتى هذه اللحظة، تم تمويل 21 مشروعًا. في العام الأول، تم اختيار ستة مشاريع تجريبية، وفي عام 2007، تم اختيار مشروع سابع بالإضافة إلى مشروع MOMENTUM لإجراء الدعم من أجل تنسيق مشروعات المشاركة الإلكترونية وتعزيزها، وفي عام 2008، تم اختيار سبعة مشروعات تجريبية إضافية. ويشارك البرلمان الأوروبي والبرلمانات القومية والسلطات المحلية والإقليمية بشكل نشط. ويجري اختبار أحدث أدوات تقنيات المعلومات والاتصالات من أجل تسهيل كتابة النصوص القانونية، بما في ذلك الترجمة إلى اللغات المختلفة، ووضع مسودات التعديلات، بالإضافة إلى تسهيل العثور على النصوص وفهمها لغير المتخصصين. كما يتم كذلك استخدام تقنيات رقمية جديدة من أجل توفير الفرصة للمواطنين للوصول بشكل أسهل إلى المعلومات وفرصة أكبر لمحاولة التأثير على القرارات التي تؤثر على حياتهم. ويلقي تقرير (Charalabidis, Koussouris & Kipenis 2009). تم نشره على أنه ورقة بحثية متعلقة بمشروع MOMENTUM الضوء على الحقائق والأرقام الرئيسية لهذه المشروعات، مع توفير بعض التوصيات المبدئية للسياسات من أجل استخدامها في المستقبل.

### إجراءات المشاركة الإلكترونية الأوروبية
قامت المفوضية الأوروبية الآن بإطلاق مجموعة من الإجراءات التي تهدف إلى تطوير العمل الداعم للمشاركة الإلكترونية بشكل أكبر.
أمثلة:
- برنامج إطار العمل السابع (FP7): التحدي السابع لتقنية المعلومات والاتصالات: هدف تقنية المعلومات والاتصالات 2009.7.3، تقنية المعلومات والاتصالات للإدارة ونمذجة السياسات.[5] قامت المفوضية الأوروبية بإطلاق بعض الدعوات في هذا المجال من أجل تمويل الباحثين. وفي الوقت الحالي، تعد نمذجة السياسات المستقبلية للبرنامج المتكامل (FUPOL) أكبر مشروع في هذا النطاق. نمذجة السياسات المستقبلية للبرنامج المتكامل
- إطار عمل التنافسية والإبداع (CIP) برنامج دعم سياسة تقنيات المعلومات والاتصالات (أو ICT PSP). فتح المشروع الأوروبي دعوة لبرنامج CIP (إطار عمل التنافسية والإبداع) حول الموضوع الثالث: تقنية المعلومات والاتصالات للحكومة والإدارة